# يوسف الخال
يوسف الخال (25 ديسمبر 1917 - 9 مارس 1987) شاعر، وصَحَفي لبناني سوري، يُطلق عليه اسم "شاعر ابن البلدين". يعتبر يوسف الخال من أوائل الشعراء الذين كتبوا الشعر الحديث، وذلك في النصف الثاني من القرن العشرين، والذي سار على دربه العديد من الشعراء الأجانب وفي الغرب. كان له دور كبير كمترجم، ومثقف في العمل على تجديد الثقافة في الأوساط العربية، ودعم القصيدة العربية الحديثة وخصوصًا قصيدة النثر، وقد ظهرت المواءمة بين رؤية الشاعر ولغته في كثير من أشعاره.

## نبذة
ولد يوسف عبد الله الخال في عمار الحصن، وهي إحدى قرى وادي النصارى في سوريا، والدته هي رحمة سليم المن، ووالده القسيس عبد الله الخال المولود في سنة 1893 في عمار الحصن نفسها، وتحوّل في سنة 1911 من الأرثوذكسية إلى الإنجيلية (الكنيسة المشيخية)، وتوفي في مدينة طرابلس الشام في 13 مايو 1963، في أثناء انتدابه إلى الخدمة الكنسية في تلك المدينة. وله من الأشقاء والشقيقات: رفيق، نديم، سلوى، سُميّا، منى، نجلاء.
انتقل والده القسيس إلى بلدة اليازدية القريبة من مدينة حماة في أول سبتمبر 1919 للخدمة في الكنيسة المشيخية، فانتقلت معه العائلة كلها. وفي سبتمبر 1921 عاد يوسف الخال مع عائلته إلى قرية عمار الحصن. وفي سنة 1923 بدأ الدراسة الابتدائية في مدرسة القرية. وفي سنة 1926 نُقل والده إلى بلدة محردة، فدرس يوسف الصفين الرابع والخامس في تلك البلدة التي تحدر منها البطريرك الأرثوذكسي إغناطيوس هزيم. ثم ما لبث أن أرسله والده القس عبدالله إلى القسم الداخلي في مدرسة الأميركان في محلة القبة – طرابلس الشام سنة 1928، فبقي فيها حتى تخرجه في سنة 1934، وكان يمضي العطلة الصيفية في كل سنة في قرية عمار الحصن. درس الفلسفة على يد شارل مالك (1906 – 1987) إلى أن تخرج بدرجة بكالوريوس علوم.

## نشاطه الثقافي
أنشأ الخال في بيروت دار الكتاب، وبدأت هذه الدار نشاطها بإصدار مجلة «صوت امرأة» التي تسلم الخال تحريرها، بالإضافة إلى إدارة الدار حتى سنة 1948. وقبل هذا التاريخ انتمى إلى الحزب السوري القومي الاجتماعي في سنة 1934، ثم في تموز (يوليو) 1947 فُصل من الحزب.
سافر سنة 1948 إلى الولايات المتحدة الأمريكية للعمل في الأمانة العامة للأمم المتحدة في دائرة الصحافة والنشر.
تزوج من الرسامة هلن الخال. قرر العودة إلى لبنان سنة 1950، لكن استدعي للسفر مع بعثة الأمم المتحدة لتهيئة ليبيا للاستقلال. وعاد إلى لبنان سنة 1955.
أنشأ مجلة شعر الفصلية التي صدرت بين العام 1957 والعام 1964، وقد انضمّ إليه أدونيس، وخليل حاوي، ونذير العظمة، ثم التحق بهم شعراء ونقاد شباب: أسعد رزوق، أنسي الحاج، شوقي أبو شقرا، وعصام محفوظ، وفؤاد رفقة، ومحمد الماغوط، وخالدة سعيد التي كانت توقع مقالاتها اللماحة في المجلة باسم مستعار (خزامى صبري). ثم استأنفت الظهور في أول 1967. وأعيد طبع مجموعتها كاملة في 11 مجلّداً. وفي العام 1967 أنشئت دار النهار للنشر فانضم إليها مديراً للتحرير.
أنشأ (1957-1959) صالوناً أدبياً لافتاً هو صالون مجلة «شعر» المعروف ب«صالون الخميس». أركان الصالون كانوا: الشعراء: يوسف الخال، أدونيس، أنسي الحاج، شوقي أبي شقرا، فؤاد رفقة... تزوج للمرة الثانية من الشاعرة مها بيرقدار، وله منها ولدان: يوسف، وورد. توفي سنة 1987 بمرض السرطان.

## مؤلفاته

### في الشعر
- السفر
- سلماي (1936)- طرابلس لبنان، لا ناشر، رواية
- الحرية (1944) - منشورات دار الكتاب، بيروت
- هيروديا – مسرحية شعرية (1954)- نيويورك، مطبعة الهدى
- البئر المهجورة (1958) - دار مجلة شعر، بيروت
- قصائد في الأربعين (1960)- دار مجلة شعر، بيروت
- رسائل إلى دون كيشوت (1979) - دار النهار للنشر، بيروت
- الولادة التانية (1981) - دار مجلة شعر، بيروت
- الأعمال الشعرية الكاملة - دار العودة، بيروت 1979[8]

### في الكتابة الأدبية
- الحداثة في الشعر (1978) - دار الطليعة، بيروت
- يوميات كلب (1987) - دار النهار للنشر، بيروت
- على هامش «كليلة ودمنة»: منطق الحيوان (1987) - دار النهار للنشر، بيروت
- دفاتر الأيام - أفكار على ورق (1987)- لندن، رياض الريّس للكتاب والنشر

### في الترجمة
- وجوه سوفياتية في تسع قصص. لريموندبور. بيروت، دار الثقافة، 1955
- الديموقراطية: أمل الإنسانية الأكبر. لليلاند ديويت بولدوين. بيروت، دار الثقافة، 1956
- ترجمة «الأرض الخراب»، ل ت. س.اليوت، 1958 (بالاشتراك مع أدونيس) - دار مجلة شعر، بيروت
- ديوان الشعر الأميركي،(مختارات شعرية) (1958) - دار مجلة شعر، بيروت
- خواطر عن أمريكا. لجاك ماريتان. بيروت، دار مجلة شعر، 1958
- إبراهيم لنكولن، من الكوخ إلى البيت الأبيض. لكارل ساندبرغ. بيروت، دار مجلة شعر، 1959
- روبرت فروست، (قصائد مختارة) (1962) - اتحاد جمعيات الكتاب المقدس، بيروت
- الحكماء السبعة. لـ هـ. ب. فان وسب. نقله عن الإنكليزية يوسف الخال وأنيس فاخوري. صيدا، دار مجلة شعر، المكتبة العصرية، 1963
- ثلاثة قرون من الأدب. لنورمان فورستر، جزءان، إشراف نورمان فورستر، روبرت فوك، اختاره وأشرف على ترجمته جبرا إبراهيم جبرا. ترجمة يوسف الخال وآخرون. مراجعة عبد الواحد لؤلؤة. بيروت، مكتبة الحياة بالاشتراك مع مؤسسة فرانكلين، 1966
- الكتاب المقدس. العهد الجديد. الترجمة العربية من اللغة الأصلية. بيروت، اتحاد جمعيات الكتاب المقدس، 1978

## مختارات من شعره
أيها الشعراء ابتعدوا عني
لا ترثوا أحداً غلبه الموت.
فماذا ينفع الرثاء؟
الرثاء للصعاليك ونحن جبابرة
الرثاء للبشر ونحن آلهة.
فابتعدوا عني أيها الشعراء
واحنوا رقابكم
لا تنطقوا في حضرة الموت الجاثم..
..........
" سأفتح بالي لك
حتى لا تهجرني
فاهجرني إن شئت !!
عندي الليلة أحلام تصعد بي نحو القول المطرود اللاجئ فوق شفاه عذراء
وقليلا«ما أحلم، أحلم بالآيات الصغرى، لا بالكبرى، خوفا» من
صوت البحر، فأنا يونان من نوع آخر لا يلعب بالأمواج كما لو كانت
أسنان الفيل.
سأفتح بابي لك
وأنا أعلم أنك لا تهجرني، فاهجرني إن شئت.
عندي أحلام الليلة، أرضى بالأحلام
حتى ينشّق الفجر،
عن قبر دفنوا فيه الأحلام فقامت أحلام "
على جبل الصمت، في موعدي مع التائبين، رفعت جبيني
(ذراعاي مشدودتان إلى الصخرة):
متى يا أبي ستعبر كأسي
متى يا أبي سأهبط دربي
لنا الخمر والخبز، وليس معنا المعلم. جراحنا
نهر من الفضة.
في جدران العلّية شقوق عميقة. على النوافذ
ريح. في الباب طارقٌ من الليل.
ونحن نأكل ونشرب. جراحنا نهر من الفضة.
العلّية تكاد تنهار. الريح تمزّق النوافذ.
الطارق يقتحم الباب.
نقول: لنأكل الآن ونشرب. إلهنا مات،
فليكن لنا إله آخر. تعبنا من الكلمة، وتاقت
نفوسنا إلى غباوة العرْق.
ونقول: لتسقط العلية وتهلك. الريح سترحمنا،
والطارق سيجالسنا. جائع هو إلى الخبز، وظامئ
إلى عتيق الخمر.

## كتب وأبحاث ومقالات عنه
- «صدى الكلمة» - مقابلات مع يوسف عبد الله الخال (1955 - 1987) - إعداد وتحقيق جاك أماتييس السالسي - دار نلسن 2019
- بويش سعاد: حداثة الخطاب الشعري لدى يوسف الخال - مذكرة لنيل درجة الماجستير في الأدب العربي - جامعة السانيا - وهران 2015
- الشعر والدين؛ فاعلية الرمز الديني المقدس في الشعر العربي، دار الحداثة، بيروت 2005[9]
- الأب جاك أماتاييس السالسي: يوسف الخال ومجلته شعر - دار النهار بتعاون مع المعهد الألماني للأبحاث الشرقية، بيروت 2004 [10]
- كامل فرحان صالح: يوسف الخال حياته ودعوته اللغوية، رسالة لنيل دبلوم الدراسات العليا في اللغة العربية وآدابها - الجامعة اللبنانية - 1998
- ثلاثة شعراء وصحافي: رسائل جبرا إبراهيم جبرا - يوسف الخال - توفيق صايغ إلى رياض نجيب الريس - منشورات رياض الريس، بيروت 1996[11]
- الأنساق الدلالية والإيقاعية في ديوان «البئر المهجورة» للشاعر يوسف الخال - 1997 [12]
- قصائد مختارة. جمعها مع مقدمة علي أحمد سعيد (أدونيس)، بيروت، دار مجلة شعر، 1963م
- أسعد رزوق: الأسطورة في الشعر المعاصر: الشعراء التموزيون: خليل الحاوي، يوسف الخال، أدونيس، بدر شاكر السياب، جبرا إبراهيم جبرا - 1959[13]
- الرمز المسيحي فـي شعر يوسف الخال (البئر المهجورة)
- د.  زينب حسين كاظم: العتبات النصية في شعر يوسف الخال: دراسة سيميائية [14]
- اليوتوبيا والإيديولوجيا في «نداء البحر» ليوسُف الخال
- ما الذي يبقى من يوسف الخال... الشعر أم المشروع؟
- الأعوام الثلاثون على غياب الشاعر يوسف الخال لم تسلّمه إلى النسيان
- يوسف الخال ومجلة «شعر»… قضايا في التجربة والريادة
- يوسف الخال و«جدار اللغة» أزمة «فصحى» أم حضارة ؟
- يوسف الخال... بين عقيدة أنطون سعاده وقضية بشير الجميل
- يوسف الخال رائد الحداثة الشعرية
- وهم الحداثة.. يوسف الخال نموذجا